# C.H. Brasch
Christian Henrik Brasch (født 4. august 1811 i Aalborg, død 28. maj 1894 i København) var en dansk præst og historiker.

## Karriere
Brasch blev født i Aalborg, hvor hans fader, Hans Adam Frederik Brasch (1782-1847), der døde som sognepræst i Lerup og Tranum, dengang var kapellan, moderen hed Karen født Glahn (1783-1867). Han blev 1830 student fra Aalborg Skole og tog 1835 teologisk attestats. Han var 1838-47 huslærer på Bregentved; dimitterede 1842 den senere udenrigsminister, lensgreve Frederik Moltke til Københavns Universitet; foretog 1843-44 en rejse i udlandet, særlig i den hensigt at lære det kirkelige liv i protestantiske og katolske lande at kende; opholdt sig længst i Berlin, München og Rom. Han blev 1847 efter forslag af grev Adam Wilhelm Moltke kaldet til præst på Vemmetofte. 1882 blev han Ridder af Dannebrog.

## Historisk virksomhed
En undersøgelse, han 1852 fik anledning til at anstille i klosterets rige arkiv for at bestemme et adeligt våben i kirken, førte ham ind på historiske granskninger og dermed også på forfatterbanen. En udførlig fremstilling af Vemmetoftes historie i 3 bind (1859-63) var den første frugt af hans studier. Siden er en række andre værdifulde og ualmindelig smukt udstyrede skrifter fulgte efter, såsom Gamle Ejere af Bregentved fra 1382-1740 (1873); Om Robert Molesworths Skrift: An account of Denmark as it was in the year 1692 (1879); Det polske Kongevalg 1674 m. H. t. Prins Georg af Danmark (1882); Griffenfelds Kjærlighed til Charlotte Amélie la Trémouille, Prinsesse af Tarent (1885).
Disse skrifter henter fortrinsvis deres stof fra Christian V's tidsalder, der især har været genstand for Brachs specialundersøgelser. 1876 valgtes han til medlem af Det kongelige danske Selskab for Fædrelandets Historie. Et sygdomsanfald bragte ham til 1886 at tage afsked fra præsteembedet på Vemmetofte, hvorpå han tog bolig i København.
Han blev gift 17. oktober 1848 i Bregentveds Kapel med Frederikke Wilhelmine Lovise Paap (2. maj 1813 i København - 5. april 1852 på Vemmetofte), datter af kontorchef i Finanskollegiet, senere amtsforvalter i Reinbeck i Lauenburg Samuel Ludvig Paap (1784-1817) og Hedvig Magdalene Frederikke Dorothea Fischer (1786-1840) og lærerinde på Bregentved. Hun døde allerede 1852. Siden levede han som ugift. Han er begravet i Vemmetofte.